# Market for Alternative Investment
Der Market for Alternative Investment (MAI oder Mai) ist eine Wertpapierbörse in Thailand, die 1998 von der Stock Exchange of Thailand (SET) gemäß dem Securities Exchange of Thailand Act als alternativer Aktienmarkt für kleine und mittlere Unternehmen gegründet wurde.

## Geschichte
Im November 1998 genehmigt die Wertpapier- und Börsenaufsichtsbehörde (Securities and Exchange Commission) grundsätzlich die Einrichtung eines Marktes für die Notierung von Wertpapieren kleiner und mittlerer Unternehmen durch die thailändische Börse (SET).
Mitte 1999 nahm der MAI offiziell seinen Betrieb auf. Der Finanzminister betonte die wichtige Rolle des MAI bei der Unterstützung und Stärkung kleiner und mittlerer Unternehmen.